# Sycoscapter monilifer
Sycoscapter monilifer is een vliesvleugelig insect uit de familie Pteromalidae. De wetenschappelijke naam is voor het eerst geldig gepubliceerd in 1883 door Westwood.